# Хогіз (комуна)
Хогіз (рум. Hoghiz) — комуна у повіті Брашов в Румунії. До складу комуни входять такі села (дані про населення за 2002 рік):
- Богата-Олтяне (423 особи)
- Допка (541 особа)
- Кучулата (1335 осіб)
- Лупша (138 осіб)
- Финтина (316 осіб)
- Хогіз (2228 осіб) — адміністративний центр комуни

Комуна розташована на відстані 182 км на північ від Бухареста, 43 км на північний захід від Брашова.

## Населення
За даними перепису населення 2002 року у комуні проживала 4981 особа.
Національний склад населення комуни:
| Національність | Кількість осіб | Відсоток |
| -------------- | -------------- | -------- |
| румуни         | 3099           | 62,2%    |
| угорці         | 1483           | 29,8%    |
| цигани         | 389            | 7,8%     |
| німці          | 10             | 0,2%     |

Рідною мовою назвали:
| Мова      | Кількість осіб | Відсоток |
| --------- | -------------- | -------- |
| румунська | 3503           | 70,3%    |
| угорська  | 1456           | 29,2%    |
| циганська | 15             | 0,3%     |
| німецька  | 7              | 0,1%     |

Склад населення комуни за віросповіданням:
| Релігія                                       | Кількість осіб | Відсоток |
| --------------------------------------------- | -------------- | -------- |
| православні                                   | 3307           | 66,4%    |
| унітарії                                      | 878            | 17,6%    |
| реформати                                     | 420            | 8,4%     |
| п'ятдесятники                                 | 156            | 3,1%     |
| римо-католики                                 | 139            | 2,8%     |
| старообрядці                                  | 19             | 0,4%     |
| бретрени                                      | 11             | 0,2%     |
| лютерани (Синодально-пресвітеріанська церква) | 8              | 0,2%     |
| греко-католики                                | 4              | 0,1%     |
| баптисти                                      | 4              | 0,1%     |
| лютерани                                      | 2              | < 0,1%   |
| атеїсти                                       | 1              | < 0,1%   |